# Verka, tills natten kommer
Verka, tills natten kommer ("Work, for the night is coming") är en psalm skriven 1913 av Siri Dahlquist i en översättning efter Annie Coghills engelska text från 1854. Psalmen har enligt Koralbok för Nya psalmer, 1921 två olika melodier, varav a-melodin är en tonsättning av Gustaf Ribbing av okänt datum och b-melodin av Lowell Mason, från 1864.
Dahlquists text blir fri för publicering 2036, medan Teodor Trued Truvés och Erik Nyströms översättningar av samma text till Verka, ty natten kommer är fria från upphovsskydd.

## Publicerad som
- Nr 303 i Svensk söndagsskolsångbok 1908 i Erik Nyströms version med tre verser Finns på Wikisource.
- Nr 612 i Nya psalmer 1921, tillägget till 1819 års psalmbok under rubriken "Det Kristliga Troslivet: Troslivet hos den enskilda människan: De trognas helgelse och krisliga vandel: Trohet i kallelsen".
- Nr 548 i Sionstoner 1935 under rubriken "Inre mission".
- Nr 416 i 1937 års psalmbok under rubriken "Trons bevisning i levnaden".
- Nr 416 i Psalmer för bruk vid krigsmakten 1961 verserna 1, 2 och 5.
- Nr 585 i Den svenska psalmboken 1986 under rubriken "Efterföljd - helgelse".
- Nr 418 i Svensk psalmbok för den evangelisk-lutherska kyrkan i Finland (1986) under rubriken "Kallelse och efterföljd" med något annorlunda text än i Den svenska psalmboken.
- Nr 691 i Psalmer och Sånger 1987 under rubriken "Att leva av tro - Efterföljd - helgelse".[1]